# Michal Faško
Michal Faško (ur. 24 sierpnia 1994 w Breźnie) – słowacki piłkarz grający na pozycji pomocnika w klubie MŠK Žilina.

## Kariera juniorska
Faško grał jako junior w ŠK Partizán Čierny Balog (1999–2008) i FK Železiarne Podbrezová (2008–2011).

## Kariera seniorska

### FK Dukla Bańska Bystrzyca
Faško przeszedł do FK Dukla Bańska Bystrzyca 3 lutego 2011. Zadebiutował u nich 14 maja 2011 w meczu ze Spartakiem Trnawa (2:0). Pierwsze trzy bramki zdobył 17 marca 2015 w wygranym 4:1 spotkaniu Pucharu Słowacji przeciwko FK Slovan Duslo Šaľa. Łącznie rozegrał dla nich 53 mecze i strzelił 3 gole.
Faško wrócił do FK Dukla Bańska Bystrzyca 2 lipca 2022. Przez rok gry dla nich wystąpił w ich barwach 30 razy i zdobył 11 bramek.

### MFK Ružomberok
Faško przeniósł się do MFK Ružomberok 1 lipca 2015. Debiut dla nich zaliczył 9 sierpnia 2015 w przegranym 1:2 spotkaniu przeciwko Slovanowi Bratysława. Pierwszego gola strzelił 16 sierpnia 2015 w meczu z MŠK Žilina (2:2). Ostatecznie w ich barwach wystąpił 60 razy i zdobył 11 bramek.

### Grasshopper Club Zürich
Faško trafił do Grasshopper Club Zürich 21 czerwca 2017. Zadebiutował u nich 23 lipca 2017 w meczu z FC Zürich (0:2). Pierwsze dwie bramki zdobył 13 sierpnia 2017 w wygranym 10:0 spotkaniu Pucharu Szwajcarii przeciwko CS Romontois. Łącznie rozegrał dla nich 13 meczów i strzelił 2 gole.
W latach 2017–2018 rozegrał 6 meczów w rezerwach Grasshopper Club Zürich, w których strzelił 4 gole.

### Eintracht Brunszwik
Faško został wypożyczony do Eintrachtu Brunszwik 1 lipca 2018. Zadebiutował u nich 11 sierpnia 2018 w meczu z SV Wehen Wiesbaden (3:3). Ostatecznie w ich barwach wystąpił 3 razy, nie zdobył żądnej bramki.
W 2018 Faško sześciokrotnie wystąpił w barwach rezerw Eintrachtu Brunszwik, zdobył dla nich 3 bramki.

### MFK Karviná
Faško trafił na wypożyczenie do MFK Karviná 3 stycznia 2019. Zadebiutował u nich 9 lutego 2019 w meczu z SFC Opava (1:1). Pierwszą bramkę zdobył 2 czerwca 2019 w zremisowanym 1:1 spotkaniu przeciwko FC Vysočina Igława. Łącznie rozegrał dla nich 12 meczów i strzelił jednego gola.
Faško w 2019 rozegrał dwa mecze i strzelił dwie bramki w drużynie rezerw MFK Karviná.

### FC Nitra
Faško przeszedł do FC Nitra 7 sierpnia 2019. Debiut dla nich zaliczył 10 sierpnia 2019 w wygranym 3:2 spotkaniu przeciwko ŠKF Sereď. Pierwsze dwa gole strzelił 10 września 2019 w meczu Pucharu Słowacji z TJ Veľké Lovce (7:0), zanotował wtedy też asystę. Ostatecznie w ich barwach wystąpił 47 razy i zdobył 12 bramek.

### Slovan Liberec
Faško przeniósł się do Slovana Liberec 7 stycznia 2021.  Zadebiutował u nich 17 stycznia 2021 w meczu z Bohemians Praga 1905 (1:1). Premierową bramkę zdobył 11 lutego 2021 w wygranym 3:1 spotkaniu Pucharu Czech przeciwko Viktorii Žižkov. Łącznie rozegrał dla nich 37 meczów i strzelił jednego gola.
Faško rozegrał także 3 mecze w rezerwach Slovana w których strzelił 2 gole.

### FC Košice
Faško trafił do FC Košice 20 czerwca 2023. Debiut dla nich zaliczył 29 lipca 2023 w zremisowanym 0:0 spotkaniu przeciwko Slovanowi Bratysława. Pierwszego gola strzelił 1 października 2023 w meczu z FK Železiarne Podbrezová (3:5), zanotował wtedy też asystę. Ostatecznie w ich barwach wystąpił 72 razy i zdobył 11 bramek.

### MŠK Žilina
Faško przeszedł do MŠK Žilina 26 maja 2025. Zadebiutował u nich 24 lipca 2025 w meczu eliminacji do Ligi Konferencji z Rakowem Częstochowa (0:3).

## Kariera reprezentacyjna

### Młodzieżowe reprezentacje Słowacji
W latach 2010–2011 Faško rozegrał 4 mecze w reprezentacji Słowacji U-17, w których strzelił jednego gola. W latach 2011–2012 dwukrotnie wystąpił w kadrze Słowacji U-18. W 2013 dwa razy zagrał dla reprezentacji Słowacji U-19. W latach 2016–2017 zaliczył 5 występów w kadrze Słowacji U-21, w jednym z nich (5 czerwca 2016, 4:3 z Anglią) strzelił 2 gole.

## Statystyki

### Klubowe
(aktualne na dzień 7 sierpnia 2025)
| Klub                       | Sezon              | Liga                    | Liga  | Liga   | Puchar kraju | Puchar kraju | Puchar ligi | Puchar ligi | Europa | Europa | Suma  | Suma   |
| Klub                       | Sezon              | Liga                    | Mecze | Bramki | Mecze        | Bramki       | Mecze       | Bramki      | Mecze  | Bramki | Mecze | Bramki |
| -------------------------- | ------------------ | ----------------------- | ----- | ------ | ------------ | ------------ | ----------- | ----------- | ------ | ------ | ----- | ------ |
| FK Dukla Bańska Bystrzyca  | 2010/11            | I liga słowacka         | 2     | 0      | 0            | 0            | –           | –           | –      | –      | 2     | 0      |
| FK Dukla Bańska Bystrzyca  | 2011/12            | I liga słowacka         | 2     | 0      | 1            | 0            | –           | –           | –      | –      | 3     | 0      |
| FK Dukla Bańska Bystrzyca  | 2012/13            | I liga słowacka         | 4     | 0      | 0            | 0            | –           | –           | –      | –      | 4     | 0      |
| FK Dukla Bańska Bystrzyca  | 2013/14            | I liga słowacka         | 20    | 0      | 0            | 0            | –           | –           | –      | –      | 20    | 0      |
| FK Dukla Bańska Bystrzyca  | 2014/15            | I liga słowacka         | 20    | 0      | 4            | 3            | –           | –           | –      | –      | 24    | 3      |
| FK Dukla Bańska Bystrzyca  | 2022/23            | I liga słowacka         | 27    | 7      | 3            | 4            | –           | –           | –      | –      | 30    | 11     |
| FK Dukla Bańska Bystrzyca  | Ogólnie            | Ogólnie                 | 75    | 7      | 8            | 7            | 0           | 0           | 0      | 0      | 83    | 14     |
| MFK Ružomberok             | 2015/16            | I liga słowacka         | 27    | 3      | 5            | 3            | –           | –           | –      | –      | 32    | 6      |
| MFK Ružomberok             | 2016/17            | I liga słowacka         | 26    | 4      | 2            | 1            | –           | –           | –      | –      | 28    | 5      |
| MFK Ružomberok             | Ogólnie            | Ogólnie                 | 53    | 7      | 7            | 4            | 0           | 0           | 0      | 0      | 60    | 11     |
| Grasshopper Club Zürich    | 2017/18            | Swiss Super League      | 11    | 0      | 2            | 2            | –           | –           | –      | –      | 13    | 2      |
| Grasshopper Club Zürich    | 2018/19            | Swiss Super League      | 0     | 0      | 0            | 0            | –           | –           | –      | –      | 0     | 0      |
| Grasshopper Club Zürich    | Ogólnie            | Ogólnie                 | 11    | 0      | 2            | 2            | 0           | 0           | 0      | 0      | 13    | 1      |
| Grasshopper Club Zürich II | 2017/18            | 1. Liga Classic         | 6     | 4      | 0            | 0            | –           | –           | –      | –      | 6     | 4      |
| Grasshopper Club Zürich II | Ogólnie            | Ogólnie                 | 6     | 4      | 0            | 0            | 0           | 0           | 0      | 0      | 6     | 4      |
| Eintracht Brunszwik        | 2018/19            | 3. Fußball-Liga         | 1     | 0      | 0            | 0            | 2           | 0           | –      | –      | 3     | 0      |
| Eintracht Brunszwik        | Ogólnie            | Ogólnie                 | 1     | 0      | 0            | 0            | 2           | 0           | 0      | 0      | 3     | 0      |
| Eintracht Brunszwik II     | 2018/19            | Oberliga                | 6     | 3      | 0            | 0            | –           | –           | –      | –      | 6     | 3      |
| Eintracht Brunszwik II     | Ogólnie            | Ogólnie                 | 6     | 3      | 0            | 0            | 0           | 0           | 0      | 0      | 6     | 3      |
| MFK Karviná                | 2018/19            | 1. česká fotbalová liga | 11    | 1      | 1            | 0            | –           | –           | –      | –      | 12    | 1      |
| MFK Karviná                | Ogólnie            | Ogólnie                 | 11    | 1      | 1            | 0            | 0           | 0           | 0      | 0      | 12    | 1      |
| MFK Karviná II             | 2018/19            | Juniorska Liga          | 2     | 2      | –            | –            | –           | –           | –      | –      | 2     | 2      |
| MFK Karviná II             | Ogólnie            | Ogólnie                 | 2     | 2      | 0            | 0            | 0           | 0           | 0      | 0      | 2     | 2      |
| FC Nitra                   | 2019/20            | I liga słowacka         | 24    | 1      | 4            | 3            | –           | –           | –      | –      | 28    | 4      |
| FC Nitra                   | 2020/21            | I liga słowacka         | 17    | 8      | 2            | 0            | –           | –           | –      | –      | 19    | 8      |
| FC Nitra                   | Ogólnie            | Ogólnie                 | 41    | 9      | 6            | 3            | 0           | 0           | 0      | 0      | 47    | 12     |
| Slovan Liberec             | 2020/21            | 1. česká fotbalová liga | 18    | 0      | 2            | 1            | –           | –           | –      | –      | 20    | 1      |
| Slovan Liberec             | 2021/22            | 1. česká fotbalová liga | 16    | 0      | 1            | 0            | –           | –           | –      | –      | 17    | 0      |
| Slovan Liberec             | Ogólnie            | Ogólnie                 | 34    | 0      | 3            | 1            | 0           | 0           | 0      | 0      | 37    | 1      |
| Slovan Liberec II          | 2021/22            | Česká fotbalová liga    | 3     | 2      | –            | –            | –           | –           | –      | –      | 3     | 2      |
| Slovan Liberec II          | Ogólnie            | Ogólnie                 | 3     | 2      | 0            | 0            | 0           | 0           | 0      | 0      | 3     | 2      |
| FC Košice                  | 2023/24            | I liga słowacka         | 31    | 1      | 3            | 1            | –           | –           | –      | –      | 34    | 2      |
| FC Košice                  | 2024/25            | I liga słowacka         | 33    | 8      | 5            | 1            | –           | –           | –      | –      | 38    | 9      |
| FC Košice                  | Ogólnie            | Ogólnie                 | 64    | 9      | 8            | 2            | 0           | 0           | 0      | 0      | 72    | 11     |
| MŠK Žilina                 | 2025/26            | I liga słowacka         | 1     | 0      | 0            | 0            | –           | –           | 2      | 0      | 3     | 0      |
| MŠK Žilina                 | Ogólnie            | Ogólnie                 | 1     | 0      | 0            | 0            | 0           | 0           | 2      | 0      | 3     | 0      |
| Ogólnie w karierze         | Ogólnie w karierze | Ogólnie w karierze      | 308   | 44     | 35           | 18           | 2           | 0           | 2      | 0      | 347   | 62     |

### Reprezentacyjne
(aktualne na dzień 7 sierpnia 2025)
| Reprezentacja      | Rok                | Mecze | Bramki |
| ------------------ | ------------------ | ----- | ------ |
| Słowacja U-17      | 2010               | 2     | 1      |
| Słowacja U-17      | 2011               | 2     | 0      |
| Ogólnie            | Ogólnie            | 4     | 1      |
| Słowacja U-18      | 2011               | 1     | 0      |
| Słowacja U-18      | 2012               | 1     | 0      |
| Ogólnie            | Ogólnie            | 2     | 0      |
| Słowacja U-19      | 2013               | 2     | 0      |
| Ogólnie            | Ogólnie            | 2     | 0      |
| Słowacja U-21      | 2016               | 3     | 2      |
| Słowacja U-21      | 2017               | 2     | 0      |
| Ogólnie            | Ogólnie            | 5     | 2      |
| Ogólnie w karierze | Ogólnie w karierze | 13    | 3      |

## Życie prywatne
Brat Michala Faško – Šimon – także jest piłkarzem.